# 第59屆威尼斯影展
第59屆威尼斯影展（義大利語：59ª Mostra internazionale d'arte cinematografica di Venezia），於2002年8月27日至9月6日於義大利威尼斯舉辦，評審團主席則由中國演員鞏俐擔任。

## 評審團
- 鞏俐：演員。（評審團主席）
- 賈克·歐迪亞：導演。
- 葉甫根尼·葉夫圖申科：作家、導演、製片。
- 烏爾裏希·費爾斯貝格（德语：Ulrich Felsberg）：製片。
- 拉兹洛·科瓦奇（英语：László Kovács (cinematographer)）：攝影師。
- 法蘭茜絲卡·內利（義大利語：Francesca Neri）：演員。
- 雅辛·烏絲達奧古（土耳其語：Yeşim Ustaoğlu）：導演。

## 官方單元

### 正式競賽
| 片名               | 原文片名                  | 導演                | 製作國                                        |
| ------------------ | ------------------------- | ------------------- | --------------------------------------------- |
| 《天堂的呼聲》     | Au plus près du paradis   | 荳妮·馬夏           | 法國、 加拿大、 西班牙                        |
| 《熊之吻》         | Bear's Kiss               | 謝爾蓋·波德羅夫     | 德国、 瑞典、 俄羅斯、 西班牙、 法國、 義大利 |
| 《美麗壞東西》     | Dirty Pretty Things       | 史蒂芬·佛瑞爾斯     | 英国                                          |
| 《淨琉璃》         | ドールズ                  | 北野武              | 日本                                          |
| 《愛在瘋煙四起時》 | Дом дураков               | 安德烈·康查洛夫斯基 | 俄羅斯                                        |
| 《遠離天堂》       | Far from Heaven           | 陶德·海恩斯         | 美国                                          |
| 《往事的力量》     | La forza del passato      | 皮耶吉歐吉歐·蓋伊   | 義大利                                        |
| 《揮灑烈愛》       | Frida                     | 茱莉·泰摩           | 美国                                          |
| 《火車上的男人》   | L'homme du train          | 巴提斯·勒貢特       | 法國                                          |
| 《前任領袖》       | Führer Ex                 | 溫弗萊·波諾蓋爾     | 德国、 義大利                                 |
| 《關鍵奇蹟》       | Julie Walking Home        | 阿格涅絲卡·霍蘭     | 德国、 加拿大、 波蘭、 美国                   |
| 《瑪德琳姊妹》     | The Magdalene Sisters     | 彼得·穆蘭           | 英国、 爱尔兰                                 |
| 《美麗時光》       | 《美麗時光》              | 張作驥              | 臺灣                                          |
| 《赤裸》           | Nackt                     | 桃莉絲·多利         | 德国                                          |
| 《美麗歌聲》       | Nha Fala                  | 佛洛拉·高米斯       | 葡萄牙、 法國、 盧森堡                        |
| 《綠洲曳影》       | 오아시스                  | 李滄東              |                                               |
| 《非法正義》       | Road to Perdition         | 山姆·曼德斯         | 美国                                          |
| 《緊急追蹤》       | The Tracker               | 羅夫·德·希爾        |                                               |
| 《近乎和平的世界》 | Un monde presque paisible | 米歇爾·德維爾       | 法國                                          |
| 《終極速度》       | Velocità massima          | 丹尼爾·維卡利       | 義大利                                        |
| 《愛情在路上》     | Un viaggio chiamato amore | 米歇爾·普拉西多     | 義大利                                        |

## 得獎名單

### 正式競賽單元
- 金獅獎：《瑪德琳姊妹（英语：The Magdalene Sisters）》 - 彼得·穆蘭
- 評審團特別獎：《愛在瘋煙四起時（俄语：Дом дураков）》 - 安德烈·康查洛夫斯基
- 最佳導演銀獅獎：李滄東 - 《綠洲》
- 最佳男演員獎：史帝芬諾·阿科希（義大利語：Stefano Accorsi） - 《愛情在路上（義大利語：Un viaggio chiamato amore）》
- 最佳女演員獎：茱莉安·摩爾 - 《遠離天堂》
- 傑出藝術貢獻獎(最佳劇本)：愛德華·拉赫曼 - 《遠離天堂》
- 馬切洛·馬斯楚安尼獎：文素利 - 《綠洲》

### 會外獎項
- 費比西國際影評人獎：《綠洲》 - 李滄東